# 王侁
王 侁（おう しん、? - 994年）は、北宋の武人。字は秘権。本貫は鄆州須昌県。

## 経歴
後周の枢密使王朴の子として生まれた。父の蔭官により太僕寺丞に任じられた。父が死去したため、世宗が王家の邸に行幸して子どもたちを召見すると、王侁は東頭供奉官に任じられた。宋の開宝7年（974年）、南唐への遠征に従軍して、桐城に駐屯した。宋軍が長江を渡ると、王侁は樊若水とともに池州知州をつとめた。開宝8年（975年）、4000人あまりの南唐軍を宣州で撃破した。南唐が降伏すると、閤門祗候の位を加えられた。
太平興国2年（977年）、梅山洞蛮の反乱が起こると、その鎮圧にあたった。遼の使者の帰国にあたり、命を受けて国境まで送った。開封に帰還すると、霊州と通遠軍に使いした。1年のあいだに西方と数回往来して、奏上した提案の多くは太宗に認められた。通事舎人となった。
太平興国4年（979年）、北漢への遠征に従軍して、陽曲・塌地・石嶺関を守備した。5月、東上閤門副使に任じられて北漢との交渉にあたった。北漢が降伏すると、王侁は嵐州・憲州巡検となった。太平興国9年（984年）、開封に帰還し、西上閤門使に転じた。河西の3部族の首領が離反して李継遷につくと、王侁は軍を率いて首領たちを討ち捕らえた。功績により蔚州刺史に任じられた。
雍熙3年（986年）、宋軍が北征すると、王侁は并州駐泊都監に任じられ、さらに雲応等州兵馬都監となった。王侁は決戦論を主張して、持久策を主張する楊業と衝突した。王侁の主張が採用されたが、楊業は奮戦の末に戦死した。王侁は敗戦の責任を問われて官爵を剥奪され、金州に流された。後に赦令を受けて、均州団練副使となった。淳化5年（994年）、召還されたが道中で病にかかり、開封に到着すると死去した。

## 伝記資料
- 『宋史』巻274 列伝第33